# 德蘭達主教座堂
德蘭達主教座堂是位於喬治亞阿布哈茲德蘭達（阿布哈茲共和國）的一座喬治亞正教會的主教座堂。據歷史學家普羅科匹厄斯的記載，在551年時，查士丁尼一世就已經在這裡修建一座聖殿，是為德蘭達主教座堂的前身建築。此處曾經是喬治亞正教會阿布哈茲卡托利科斯轄區的教座所在。